# Hextor
Hextor è una divinità immaginaria del gioco di ruolo Dungeons & Dragons. Hextor è la divinità della tirannia ed è nemico di Heironeous del quale è fratellastro. Il suo simbolo è un pugno che stringe sei frecce e i suoi seguaci sono guerrieri, monaci, conquistatori e tiranni.

## Aspetto
Di solito Hextor si presenta come un umanoide a sei braccia, ognuna delle quali regge un'arma differente, protetto da un'armatura a scaglie sulla quale sono incisi numerosi disegni di teschi. A volte invece si trasforma in un uomo dai capelli scuri, pelle chiara e dal bell'aspetto.

## Dogma
Il dogma di Hextor è duro e spietato e i dissidenti vengono uccisi immediatamente. Secondo il Campione del Male la tirannia è l'unica soluzione che porta l'ordine sul caos. Hextor cerca sempre di distruggere chiunque si opponga al suo volere e dice ai suoi seguaci che il potere è l'unico obiettivo perseguibile e che il mondo è fatto per i più forti i quali devono esercitare la loro superiorità sui più deboli.

## Clero
Come i loro antagonisti, i chierici di Hextor hanno come obiettivo primario quello di combattere ed eliminare i seguaci e i chierici di Heironeous. Quando questo non è loro possibile, servono i tiranni più aggressivi come generali, consiglieri militari o sostenitori. Loro obiettivo sono i reami dove viene professata la libertà personale e dove regnano i sovrani dal cuore buono.

## Templi
I templi di Hextor sorgono anche in numerose città, dove i loro chierici vanno a giro vestiti con armature adornate da teschi. I templi sono fortezze dall'aspetto terribile al fine di mostrare la forza del dio; alcune di esse sorgono in luoghi dove un tempo si sono consumate sanguinose battaglie.